# 29. ročník udílení Cen Sdružení filmových a televizních herců
29. ročník udílení Cen Sdružení filmových a televizních herců se konal dne 26. února 2023. Ocenění se předalo nejlepším filmovým a televizním vystoupením v roce 2022. Nominace byly oznámeny 11. ledna 2023. Ceremoniál nevysílaly televizní stanice TNT a TBS, tak jak tomu bylo v posledních letech, nýbrž byl ceremoniál dostupný živě na YouTube kanálu Netflixu.
Za celoživotní přínos k filmografii byla oceněna herečka Sally Field.

## Vítězové a nominovaní
Tučně jsou označeni vítězové.

### Film
| Nejlepší mužský herecký výkon v hlavní roli | Nejlepší ženský herecký výkon v hlavní roli |
| --- | --- |
| Brendan Fraser jako Charlie – Velryba - Austin Butler jako Elvis Presley – Elvis - Colin Farrell jako Pádraic Súilleabháin – Víly z Inisherinu - Bill Nighy jako Pan Williams – Žít - Adam Sandler jako Stanley Sugerman – Životní trefa | Michelle Yeoh jako Evelyn Quan Wang – Všechno, všude, najednou - Cate Blanchett jako Lydia Tár – Tár - Viola Davis jako generálka Nanisca – Válečnice - Ana de Armas jako Norma Jeane Mortensen / Marilyn Monroe – Blondýnka - Danielle Deadwyler jako Mamie Till-Mobley – Spravedlnost pro Emmetta Tilla          |
| Nejlepší mužský herecký výkon ve vedlejší roli | Nejlepší ženský herecký výkon ve vedlejší roli |
| Ke Huy Quan jako Waymond Wang – Všechno, všude, najednou - Paul Dano jako Burt Fabelman – Fabelmanovi - Brendan Gleeson jako Colm Doherty – Víly z Inisherinu - Barry Keoghan jako Dominic Kearney – Víly z Inisherinu - Eddie Redmayne jako Charlie Cullen – Dobrá sestra | Jamie Lee Curtis jako Deirdre Beaubeirdre – Všechno, všude, najednou - Angela Bassett jako královna Ramonda – Black Panther: Wakanda nechť žije - Hong Chau jako Liz – Velryba - Kerry Condon jako Siobhán Súilleabháin – Víly z Inisherinu - Stephanie Hsu jako Joy Wang / Jobu Tupaki – Všechno, všude, najednou |
| Nejlepší obsazení ve filmu | |
| Všechno, všude, najednou – Jamie Lee Curtis, James Hong, Stephanie Hsu, Ke Huy Quan, Harry Shum Jr., Jenny Slate a Michelle Yeoh - Babylon – Jovan Adepo, P. J. Byrne, Diego Calva, Lukas Haas, Olivia Hamilton, Li Jun Li, Tobey Maguire, Max Minghella, Brad Pitt, Margot Robbie, Rory Scovel, Jean Smart a Katherine Waterston - Víly z Inisherinu – Kerry Condon, Colin Farrell, Brendan Gleeson a Barry Keoghan - Fabelmanovi – Jeannie Berlin, Julia Butters, Paul Dano, Judd Hirsch, Gabriel LaBelle, David Lynch, Seth Rogen a Michelle Williams - Hovoří ženy – Jessie Buckley, Claire Foy, Kate Hallett, Judith Ivey, Rooney Mara, Sheila McCarthy, Frances McDormand, Michelle McLeod, Liv McNeil, Ben Whishaw a August Winter | |
| Nejlepší výkon kaskadérského souboru ve filmu | |
| Top Gun: Maverick - Avatar: The Way of Water - Batman - Black Panther: Wakanda nechť žije - Válečnice | |

### Televize
| Nejlepší mužský herecký výkon v seriálu (drama) | Nejlepší ženský herecký výkon v seriálu (drama) |
| --- | --- |
| Jason Bateman jako Marty Byrde – Ozark (Netflix) - Jonathan Banks jako Mike Ehrmantraut – Volejte Saulovi (AMC) - Jeff Bridges jako Dan Chase - Starej chlap (FX) - Bob Odenkirk jako Jimmy McGill / Saul Goodman / Gene Takavic – Volejte Saulovi (AMC) - Adam Scott jako Mark Scout – Odloučení (Apple TV+) | Jennifer Coolidge – Bílý lotos (HBO) as Tanya McQuoid-Hunt - Elizabeth Debicki jako Diana, Princess of Wales – Koruna (Netflix) - Julia Garner jako Ruth Langmore – Ozark (Netflix) - Laura Linney jako Wendy Byrde – Ozark (Netflix) - Zendaya jako Rue Bennett – Euforie (HBO)                                                                                |
| Nejlepší mužský herecký výkon v seriálu (komedie) | Nejlepší ženský herecký výkon v seriálu (komedie) |
| Jeremy Allen White jako Carmen "Carmy" Berzatto – Medvěd (FX on Hulu) - Anthony Carrigan jako NoHo Hank – Barry (HBO) - Bill Hader jako Barry Berkman / Barry Block – Barry (HBO) - Steve Martin jako Charles-Haden Savage – Jen vraždy v budově (Hulu) - Martin Short jako Oliver Putnam – Jen vraždy v budově (Hulu) | Jean Smart jako Deborah Vance – Stále v kurzu (HBO Max) - Christina Applegate jako Jen Harding – Smrt nás spojí (Netflix) - Rachel Brosnahan jako Miriam "Midge" Maisel – Úžasná paní Maiselová (Prime Video) - Quinta Brunson jako Janine Teagues – Základka Willarda Abbotta(ABC) - Jenna Ortega jako Wednesday Addams – Wednesday (Netflix)                  |
| Nejlepší mužský herecký výkon v minisérii nebo TV filmu | Nejlepší ženský herecký výkon v minisérii nebo TV filmu |
| Sam Elliott jako Shea Brennan – 1883 (Paramount+) - Steve Carell jako Alan Strauss – Pacient (FX on Hulu) - Taron Egerton jako James "Jimmy" Keene – Volavka (Apple TV+) - Paul Walter Hauser jako Lawrence "Larry" Hall – Volavka (Apple TV+) - Evan Peters jako Jeffrey Dahmer – Monstrum: Příběh Jeffreyho Dahmera (Netflix) | Jessica Chastain jako Tammy Wynette – George & Tammy (Showtime) - Emily Blunt jako Cornelia Locke – Angličanka (Prime Video) - Julia Garner jako Anna Sorokin / Anna Delvey – Neskutečná Anna (Netflix) - Niecy Nash-Betts jako Glenda Cleveland – Monstrum: Příběh Jeffreyho Dahmera (Netflix) - Amanda Seyfried jako Elizabeth Holmes – Kauza Theranos (Hulu) |
| Nejlepší obsazení (drama) | |
| Bílý lotos (HBO) – F. Murray Abraham, Paolo Camilli, Jennifer Coolidge, Adam DiMarco, Meghann Fahy, Federico Ferrante, Bruno Gouery, Beatrice Grannò, Jon Gries, Tom Hollander, Sabrina Impacciatore, Michael Imperioli, Theo James, Aubrey Plaza, Haley Lu Richardson, Eleonora Romandini, Federico Scribani, Will Sharpe, Simona Tabasco, Leo Woodall a Francesco Zecca - Volejte Saulovi (AMC) – Jonathan Banks, Ed Begley Jr., Tony Dalton, Giancarlo Esposito, Patrick Fabian, Bob Odenkirk a Rhea Seehorn - Koruna (Netflix) – Elizabeth Debicki, Claudia Harrison, Andrew Havill, Lesley Manville, Jonny Lee Miller, Flora Montgomery, James Murray, Jonathan Pryce, Ed Sayer, Imelda Staunton, Marcia Warren, Dominic West a Olivia Williams - Ozark (Netflix) – Jason Bateman, Nelson Bonilla, Jessica Frances Dukes, Lisa Emery, Skylar Gaertner, Julia Garner, Alfonso Herrera, Sofia Hublitz, Kevin L. Johnson, Katrina Lenk, Laura Linney, Adam Rothenberg, Felix Solls, Charlie Tahan, Richard Thomas a Damian Young - Odloučení (Apple TV+) – Patricia Arquette, Michael Chernus, Zach Cherry, Michael Cumpsty, Dichen Lachman, Britt Lower, Adam Scott, Tramell Tillman, Jen Tullock, John Turturro a Christopher Walken | |
| Nejlepší obsazení (komedie) | |
| Základka Willarda Abbotta (ABC) – Quinta Brunson, William Stanford Davis, Janelle James, Chris Perfetti, Sheryl Lee Ralph, Lisa Ann Walter a Tyler James Williams - Barry (HBO) – Sarah Burns, D'Arcy Carden, Anthony Carrigan, Turhan Troy Caylak, Sarah Goldberg, Nick Gracer, Bill Hader, Jessy Hodges, Michael Irby, Gary Kraus, Stephen Root a Henry Winkler - Medvěd (FX on Hulu) – Lionel Boyce, Liza Colón-Zayas, Ayo Edebiri, Abby Elliott, Edwin Lee Gibson, Corey Hendrix, Matty Matheson, Ebon Moss-Bachrach a Jeremy Allen White - Stále v kurzu (HBO Max) – Carl Clemons-Hopkins, Paul W. Downs, Hannah Einbinder, Mark Indelicato, Jean Smart a Megan Stalter - Jen vraždy v budově (Hulu) – Michael Cyril Creighton, Cara Delevingne, Selena Gomez, Jayne Houdyshell, Steve Martin, Martin Short a Adina Verson | |
| Nejlepší výkon kaskadérského souboru | |
| Stranger Things (Netflix) - Andor (Disney+) - Banda (Prime Video) - Rod draka (HBO) - Pán prstenů: Prsteny moci (Prime Video) | |